# Morten Kjær Petersen
Morten Kjær Petersen (født 10. juli 1969 i Aarhus) er en dansk journalist og tidligere chefredaktør, der fra 2015 til 2025 har været administrerende direktør for TV 2 Kosmopol.
Han er uddannet driftstekniker i DR, journalist fra Danmarks Journalisthøjskole og har desuden læst to år på statskundskab ved Aarhus Universitet 1991-1993.
Han arbejdede en årrække i DR som journalist, eventchef, redaktionschef på P3 og som chefredaktør for Radioavisen, P3 og P4. På DR var han med til at lancere Aftenshowet.
Fra DR kom han til en stilling som kommunikations- og fundraisingchef i Red Barnet og blev herefter, i 2013, marketingschef i TV 2 Danmark. I 2015 han blev administrerende direktør for det daværende TV2 Lorry. Under hans ledelse skiftede stationen i 2023 navn og ændrede desuden fokus til at have mere fokus på det digitale indhold frem for tv. Han opsagde selv sin stilling i 2025.